# C/2019 Y4 (مذنب أطلس)
مذنب C/2019 Y4 أو المذنب أطلس تم اكتشاف المذنب في 28 ديسمبر 2019
يبلغ حجمه خمسة أضعاف حجم المشتري ونحو نصف حجم الشمس، أكثر إشراقا من كوكب الزهرة من الأرض، بحلول نهاية أبريل 2020.
درسه العلماء وعلموا من حسابات أجروها بأنه يزور النظام الشمسي مرة كل 5519 سنة.
يتجه أطلس إلى الشمس، ومن المتوقع إن يصنع عرضًا باهرًا بين 1 مايو ونهاية أغسطس. اكتُشِف هذا المذنب في ديسمبر/كانون الأول الماضي من قبل نظام Asteroid Terrestrial-impact Last Alert الموجود في ولاية هاواي، وأُطلِق عليه اسم C/2019 Y4) ATLAS)، وقد زاد لمعان هذا المذنب أكثر بكثير مما توقع الخبراء. ومن الممكن أن يمتعنا بعرضٍ باهر إن تمكن من الحفاظ على نفسه أثناء الاقتراب من الشمس وقد يظهر لامعًا في سمائنا أكثر من كوكب الزهرة.
بدأ لمعان المذنب بالزيادة أكثر من المتوقع بعد وقت قصير من اكتشافه. حتى أنه يمكن لهواة الفلك رؤيته بالمناظير، ومن المتوقع أن يصل ذروة لمعانه في نهاية شهر مايو/أيار. وما يجعل الأمر أكثر متعة هو كون لونه مائلًا للخضرة.
قفز لمعان المذنب من +17 في شهر شباط/فبراير إلى 8 خلال شهر واحد فقط، ويساوي هذا المقدار من التغير في اللمعان 4000 ضعف. سيتمكن الناس الذين يعيشون في الأماكن غير الملوثة ضوئيًا من رؤيته بأعينهم المجردة خلال أسبوعين إن حافظ على نفس معدل الزيادة في اللمعان.
يزداد لمعان المذنب كلما يقترب من الشمس لأنه يزداد احتراقًا فتذوب مواده المتجمدة وتتطاير منه؛ من الصعب التأكد من كون أي مذنب سيصمد أمام الشمس أم لا، وذلك بسبب طبيعتها، إذ تحترق عدة مذنبات وتختفي كليًا. يتوقع الخبراء أن يصل لمعان أطلس من 1+ إلى -5 إن صمد، ما يُمكّننا من رؤيته حتى في وضح النهار.
بعكس آخر المذنبات المعروفة، سيتمكن سكان نصف الكرة الأرضية الشمالي من مشاهدة المذنب أفضل من غيرهم. إن صمد المذنب وأخرج كل قوته، قد يقدم لنا عرضًا سماويًا لم نشهده منذ مذنب هيل بوب Hale-Bopp عام 1997. يتبع هذا المذنب مسارًا مميزًا، وهو مسار مذنب العظيم Great Comet عام 1844. يمكن لهذا المدار أخذ المذنب في دورة 6 آلاف سنة بعيدًا عن المجموعة الشمسية، وقد اقترح بعض الخبراء أن مذنبًا كبيرًا تحطم في هذا المدار تاركًا هذه المذنبات كبقايا.

## اقرأ أيضا
- مذنب هالي
- مذنب هيل-بوب
- مذنب أيسون
- مذنب هيكوتيك
- مذنب وست